# 제임스 B. 해리스
제임스 B. 해리스(James B. Harris, 1928년 8월 3일 ~ )는 미국의 영화 각본가, 프로듀서, 감독이다. 뉴욕시티에서 태어났으며 줄리아드 스쿨을 다니다가 영화 산업에 진출했다. 킬링 (영화), 영광의 길 (1957년 영화), 롤리타 (1962년 영화)에서 프로듀서로서 영화 감독 스탠리 큐브릭과 함께했다. 해리스의 감독 데뷔작은 냉전 스리ㄹ러 영화 베드포드 사건(1965)이다.

## 참여 작품
- 킬링 (영화)
- 영광의 길 (1957년 영화)
- 롤리타 (1962년 영화)
- 베드포드 사건
- 텔레폰 (영화)
- 패스트-워킹
- 보일링 포인트 (1993년 영화)
- 블랙 달리아 (영화)